# Најбоље из земље чуда
Најбоље из земље чуда је дупли компилацијски албум групе Алиса, поп и рок југословенске и српске музичке групе. Објављен је 13. октобра 2022. године за издавачку кућу ПГП РТС, на компакт диску. На албуму се налази двадесет и шест песама, укључујући две боунс песме, а објавили су их Радио телевизија Србије и Југодиск.
На албуму се налазе одабране песме са свих плоча које је бенд објавио у каријери, али и песма Пијане ноћи из 2019. године, за коју је снимљен и видео-спот. Промоција је направљена како би се представио албум, али и прославило тридесет и пет година постојања бенда.

## Песме
| Бр. | Назив песме                            | Трајање |
| --- | -------------------------------------- | ------- |
| 1.  | Сања                                   | 04:09   |
| 2.  | Луди Иван                              | 04:36   |
| 3.  | После девет година (Са Лепом Бреном)   | 03:53   |
| 4.  | Да ли си чула песму уморних славуја    | 05:16   |
| 5.  | 1389                                   | 04:02   |
| 6.  | Војсковођа                             | 04:07   |
| 7.  | У Краљеву                              | 05:12   |
| 8.  | Љубићу те тако                         | 03:23   |
| 9.  | Клинка                                 | 02:42   |
| 10. | Дођеш                                  | 04:49   |
| 11. | Не могу да сањам                       | 03:37   |
| 12. | Наше су звезде веће                    | 04:31   |
| 13. | Пијане ноћи (бонус песма)              | 03:38   |
| 14. | Кестени                                | 02:25   |
| 15. | Благо оном ко те не сања               | 03:50   |
| 16. | Беба                                   | 03:17   |
| 17. | Скидам кошуљу да легнем                | 03:12   |
| 18. | Вила ла револуција                     | 02:26   |
| 19. | Огледало                               | 03:00   |
| 20. | Сећања                                 | 04:40   |
| 21. | Глупо је спавати док свира рокенрол    | 03:22   |
| 22. | Бошко Буха                             | 04:09   |
| 23. | Нема ни ку                             | 04:00   |
| 24. | Сања                                   | 04:28   |
| 25. | Хиљаду тона љубави                     | 03:57   |
| 26. | Благо оном ко те не сања (бонус песма) | 04:54   |